# Televise.hu
A televise.hu egy magyar portál, amely 2024-ben indult el online. Alapvetően hírportál, amely a videós tartalmakra épül és a különböző magyar hírportálok, magyar televízió csatornák, illetve social média videók híreit kategorizálja. Ezeket a bejegyzéseket pedig "Televise"-oknak nevezik.

## Felépítése
A televise.hu egy független hírportál, amely elsősorban médiatartalmakat oszt meg videó és audió hírek formájában. A portál kategorizálja például a hírek forrását aszerint, hogy kormányközeli, kormányzati, független, vagy éppen ellenzéki az alap hírnek és/vagy videónak a forrása. Így egy portálon belül helyet kapnak a különböző politikai hangok.

## A Televise jelentése
A "televise" szó, az angol televise megfelelője. A “televise” kifejezés azt jelenti, hogy valamit televízión keresztül közvetíteni vagy sugározni. Például egy sporteseményt vagy egy koncertet televízión keresztül közvetítenek, azt nevezzük "televise"-nak. A portál ezt a kifejezést terjesztette ki az Internetes térre vonatkozóan. 

## Története
A Televise portál 2024-ben indult el, napi 20-40 friss bejegyzéssel, azaz úgynevezett "televise"-okkal. 

## Televise a közösségi médiában
A Televise.hu rendelkezik Youtube, TikTok, és Instagram fiókkal, valamint több mint kilencezer fős facebook csoporttal is. 